# 6739 Tärendö
6739 Tärendö är en asteroid i huvudbältet som upptäcktes den 19 mars 1993 i samband med projektet UESAC. Den fick den preliminära beteckningen 1993 FU38 och  namngavs senare efter Tärendö, en kyrkort i Pajala kommun.
Den tillhör asteroidgruppen Themis.
Tärendös senaste periheliepassage skedde den 12 augusti 2018. [Uppdatering behövs]